# Jochen Deweer
Jochen Deweer, né le 20 février 1991 à Waregem, est un coureur cycliste belge. Il est membre de l'équipe Dovy Keukens-FCC.

## Palmarès sur route

### Par année
- 2006
  - 3e du championnat de Belgique sur route débutants
- 2007
  - 2e étape du Critérium Européen des Jeunes
  -  Médaillé d'argent de la course en ligne au Festival olympique de la jeunesse européenne
- 2008
  - 3e de la Curitas Classic Diegem
- 2009
  - 4e étape du Tour de Münster juniors
  - 3e du Kuurnse Leieomloop
  - 3e du Tour de Münster juniors
- 2010
  - 4e étape du Tour de Berlin
- 2016
  - Coupe de Belgique élites sans contrat et espoirs[1]
  - 3e de l'Handzame Challenge
  - 3e du Grand Prix Olivier Kaisen
- 2017
  - GP Wezembeek-Oppem
- 2019
  - Grand Prix Jules Van Hevel

### Classements mondiaux
| Année                                 | 2010 |
| ------------------------------------- | ---- |
| UCI Europe Tour                       | 920e |
|                                       |      |
| Légende : nc = non classéSource : UCI |      |

## Palmarès sur piste

### Championnats du monde juniors
- Moscou 2009
  -  Médaillé d'argent de l'américaine juniors

### Championnats d'Europe
- Saint-Pétersbourg 2010
  -  Médaillé d'argent de l'américaine espoirs

### Championnats de Belgique
- 2007
  -  Champion de Belgique de vitesse débutants
  -  Champion de Belgique du scratch débutants
  -  Champion de Belgique de course aux points débutants
- 2009
  -  Champion de Belgique de poursuite par équipes juniors (avec Jorne Carolus, Niels Van Laer et Gijs Van Hoecke)
  -  Champion de Belgique de keirin juniors
- 2012
  -  Champion de Belgique de course derrière derny espoirs
- 2013
  -  Champion de Belgique de course derrière derny espoirs